# Túrmező
Túrmező (1899-ig Turopolje, szlovákul: Turie Pole) Lest településrésze, korábban önálló falu Szlovákiában, a Besztercebányai kerületben, a Zólyomi járásban.

## Fekvése
Zólyomtól 35 km-re délkeletre fekszik.

## Története
A település a 13. században keletkezett. Első írásos említése 1332-ben történik, amikor a divényi váruradalomhoz tartozott. 1554 és 1593 között török megszállás alatt állt és a szécsi szandzsák része. A 17. század elején részben a divényi, részben a kékkői váruradalomhoz tartozott. A 18. században a községben két malom és sörfőzde működött. 1828-ban 108 házában 798 lakos élt. Lakói főként mezőgazdasággal, bognármesterséggel foglalkoztak.
Vályi András szerint "TÚROPOLYA. Tót falu Nógrád Várm. földes Urai több Urak, lakosai többfélék, fekszik F. Tiszovnyikhoz nem meszsze, mellynek filiája; határja ollyan, mint A. Tiszovnyiké."
Fényes Elek szerint "Turopolya, népes tót falu, Nógrád vmegyében, 18 kath., 1205 evang. lak. Evang. anyatemplom. Határa köves, sovány, s nagy fáradsággal miveltetik. F. u. gr. Zichy sen., b. Balassa, Szentiványi. Ut. post. Losoncz."
1910-ben 1096, túlnyomórészt szlovák lakosa volt. A trianoni békeszerződésig Nógrád vármegye Balassagyarmati járásához tartozott.
A falu 1951-ben szűnt meg, amikor területe katonai kiképzőközpont és gyakorlótér lett.

## Híres emberek
- Itt született 1782. március 4-én Kováts-Martiny Gábor Pál, a pozsonyi evangélikus líceum tanára, természettudós, tankönyvíró.

## Külső hivatkozások
- Községinfó